# Hejnał Przeworska
Hejnał Przeworska – sygnał muzyczny skomponowany w 1935 przez Stanisława Marca, jeden z symboli miasta Przeworska.
Utwór napisał przeworszczanin, Stanisław Marzec w listopadzie 1935. Do hejnału dołączył następujące przesłanie:

Ponieważ liczne już kompozycje moje cieszą się uznaniem wybitnych muzyków i przyjaciół muzyki w Polsce, przeto mam nadzieją, że hejnał miasta Przeworska będzie się podobał i pozostanie na długie lata, podobnie jak hejnał krakowski. Życząc swemu rodzinnemu miastu najpiękniejszego rozwoju ofiaruję niniejszym dołączony hejnał.

Po raz pierwszy hejnał wykonano z wieży przeworskiego ratusza 10 listopada 1935. Do 1939 grany był w niedzielę i święta o godzinie 11:40. Następnie zapomniany, przywrócony został w 1971 i grany w ważne uroczystości, m.in. podczas Dni Przeworska. Od listopada 2013, po remoncie ratusza, hejnał wykonywany jest codziennie o godz 12:00.

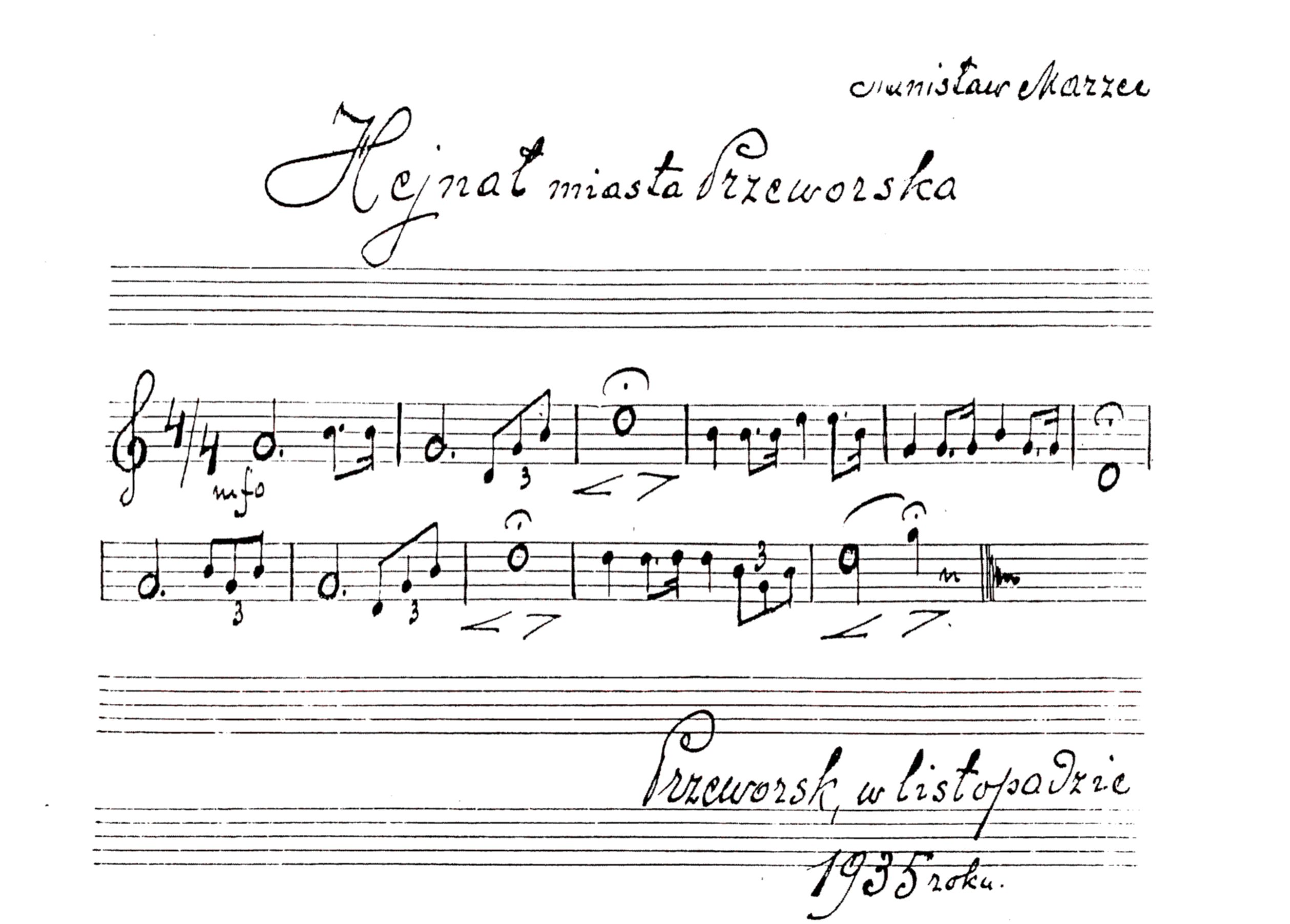
Zapis nutowy przeworskiego hejnału